# إيان طومسون (لاعب كريكت بريطاني)
يان تومسون (23 يناير 1929 في المملكة المتحدة - 1 أغسطس 2021) (بالإنجليزية: Ian Thomson)‏ هو لاعب كريكت بريطاني. شارك مع منتخب إنجلترا للكريكت.

## وصلات خارجية
- إيان طومسون على موقع إي آس بي آن كريك إنفو (الإنجليزية)